# 마키촌 (이시카와현)
마키촌(牧村)은 이시카와현 노미군에 존재했던 촌이다.

## 지리
- 현재 고마쓰시의 서부, 중심 시가지(구 고마쓰정)의 서쪽에 인접한 곳에 위치한다.
- 촌 내부는 전체적으로 저지대이며, 아타카정과의 경계 부근은 다가와강, 마에가와강이 합류하는 지점에 해당한다.
- 메이지 시대 말기까지 다가와 강은 현재 시모마키정의 남쪽 경계를 크게 우회하여 흐르고 있었고, 정 남서부는 동해에 접한다.
- 논농사를 통한 쌀 등 곡물 생산이 주를 이루었고, 해안가에서는 어업도 이루어졌다.
- 현재 고마쓰 비행장이 있는 곳(부키야나기)에 해당한다.

## 역사
- 1889년 4월 1일 - 정촌제 시행에 의해 노미군 12촌의 구역을 가지고 노미군 마키촌이 성립하였다.
- 1940년 12월 1일 - 고마쓰정, 아타카정, 마키촌, 이타즈촌, 시로에촌, 노시로촌, 미유키촌, 아와즈촌이 합병해 고마쓰시가 성립하였다.

## 교육
- 마키촌립 코지마 보통고등학교
- 마키촌립 아타카 신보통고등학교